# 泉谷 (加利福尼亞州聖地牙哥縣)
泉谷（英語：Spring Valley）是位於美國加利福尼亞州聖地牙哥縣的一個人口普查指定地區。

## 地理
泉谷的座標為32°44′04″N 116°58′53″W / 32.73444°N 116.98139°W，而該地最高點為海拔高度119米（即390英尺）。

## 人口
根據2010年美國人口普查的數據，泉谷的面積為19.099平方千米，當中陸地面積為18.558平方千米，而水域面積為0.541平方千米。當地共有人口28205人，而人口密度為每平方千米1,476人。